# Artur Będkowski
Artur Będkowski (ur. 31 stycznia 1930 w Sosnowcu, zm. w 2011 tamże) – polski lekkoatleta, wieloboista.
Wystąpił na Międzynarodowych Igrzyskach Sportowych Młodzieży w 1955 w Warszawie, zajmując 8. miejsce w dziesięcioboju.
Był mistrzem Polski w pięcioboju w 1952 i w dziesięcioboju w 1954, wicemistrzem w pięcioboju w 1951, 1953 i 1954 oraz w dziesięcioboju w 1952, a także brązowym medalistą w biegu na 200 metrów w 1949 i w dziesięcioboju w 1953.
Jego rekord życiowy w dziesięcioboju wynosił 6054 pkt. i został ustanowiony 27 i 28 października 1951 w Katowicach.
Był zawodnikiem Czynu Sosnowiec (1948) i Włókniarza Sosnowiec (1949-1961). Ukończył studia inżynierskie ze specjalizacją elektryfikacja górnictwa.